# Foetorepus
Foetorepus là một chi cá biển trong họ Callionymidae. Tuy nhiên, một số tác giả cho rằng nó chỉ là danh pháp đồng nghĩa của Synchiropus.

## Các loài
Hiện tại người ta công nhận 9 loài thuộc chi này:
- Foetorepus agassizii (Goode & T. H. Bean, 1888)
- Foetorepus calauropomus (J. Richardson, 1844)
- Foetorepus dagmarae (R. Fricke, 1985)
- Foetorepus garthi (Seale, 1940)
- Foetorepus kamoharai Nakabo, 1983
- Foetorepus masudai Nakabo, 1987
- Foetorepus paxtoni (R. Fricke, 2000)
- Foetorepus phasis (Günther, 1880)
- Foetorepus talarae (Hildebrand & F. O. Barton, 1949)